# Mihai Antonescu
Mihai Antonescu (Nucet, 18 novembre 1904 – Jilava, 1º giugno 1946) è stato un politico, criminale di guerra e avvocato rumeno, vice primo ministro e ministro degli affari esteri in Romania durante la seconda guerra mondiale.

## Biografia

### La carriera politica
Mihai Antonescu visse la sua infanzia nel distretto romeno di Dâmbovița e compì i suoi studi a Pitești. Ammesso nel Collegio Nazionale San Sava di Bucarest, al termine degli studi insegnò diritto nella Università della capitale romena. Svolse la professione di avvocato fino a quando iniziò la sua carriera politica nel 1940 in occasione della formazione da parte di Ion Antonescu di un governo di coalizione con la Guardia di ferro, il movimento nazionalista, anticapitalista, antibolscevico e antiebraico fondato da Corneliu Zelea Codreanu nel 1930.
Mihai Antonescu, che negli anni Trenta era stato membro del Partito Nazionale Liberale romeno, divenne simpatizzante dell'estrema destra ottenendo inizialmente la carica di ministro della propaganda e conquistando sempre più la fiducia del premier sino ad essere nominato vice primo ministro dopo la soppressione della "Guardia di ferro", che aveva mostrato la scarsa collaborazione del suo capo Horia Sima con il governo.

### La persecuzione degli ebrei
La persecuzione degli ebrei, già oggetto di una campagna di stampa di Antonescu quand'era ministro della propaganda, si accentuò con lo scoppio della seconda guerra mondiale durante la quale la Romania, in assenza del premier impegnato, specialmente dopo l'invasione tedesca dell'URSS, nelle azioni militari, fu governata da Mihai Antonescu che si fece promotore in prima persona del pogrom di Iași nel giugno del 1941 quando la comunità ebrea fu accusata di sabotaggio e di collaborazione con presunti paracadutisti sovietici lanciati nelle vicinanze del paese. Il numero totale delle vittime del pogrom di Iași è sconosciuto, ma probabilmente superiore al totale di 13,266 vittime identificate dal governo rumeno.
Mihai Antonescu ostacolò in ogni modo l'emigrazione degli ebrei romeni dal paese e annullò la protezione diplomatica che questi avevano in paesi stranieri caduti sotto la dominazione nazista, assicurando per iscritto a Gustav Richter, l'esperto tedesco della "questione ebraica",  l'intenzione del governo di collaborare allo sterminio degli ebrei romeni.

### Un cambio di fronte
Le sorti della guerra si stavano nel frattempo mostrando poco favorevoli per la Germania, specialmente dopo la sconfitta tedesca nella battaglia di Stalingrado del 2 febbraio 1943; Mihai Antonescu pensò quindi di assicurarsi una salvaguardia per il dopoguerra nei confronti degli Alleati, prossimi vincitori. Già dal 1942 aveva bloccato le deportazioni degli ebrei e aperto contatti con le organizzazioni sioniste estere.
Nel giugno del 1943, in occasione di una visita di Stato in Italia, Antonescu iniziò trattative segrete con il regime fascista di Mussolini, convinto che questi avesse la forza di organizzare un'alleanza dell'Italia con Romania, Ungheria e Finlandia con l'intento di passare nel campo degli Alleati e di opporsi alla Germania nazista, continuando la guerra contro l'Unione Sovietica. Antonescu si accorse però che Mussolini riteneva che ancora vi fossero possibilità di vittoria per l'alleato Hitler e, visti fallire i propri progetti, cercò di presentarsi meglio agli occhi dei vincitori americani e inglesi, permettendo l'espatrio degli ebrei romeni e rimpatriando i deportati sopravvissuti nei campi di concentramento in Transnistria.
Il 23 agosto 1944, mentre le truppe sovietiche stavano per entrare in Romania, re Michele I dichiarò la capitolazione, costrinse alle dimissioni il governo di Ion Antonescu e fece arrestare Mihai Antonescu, che fu tenuto prigioniero in URSS dal settembre 1944 all'aprile 1946. Riportato in Romania, fu dichiarato colpevole di crimini di guerra da un Tribunale del popolo istituito dai sovietici e condannato alla fucilazione assieme a Ion Antonescu, Constantin Vasiliu e Gheorghe Alexianu. La condanna venne eseguita il 1º giugno 1946 presso la fortezza militare di Jilava.